# 敗家仔 (電視劇)
《敗家仔》（英文：Mr. Winner）是張衛健、袁詠儀主演的一部電視劇，又名《神探方天謬》、《方謬神探》，也是劉德華投資拍攝的第一部電視劇。

## 簡介
方天謬和游小情為指腹為婚的夫妻，互相鬥法後鬥出真感情，本來喜歡聰明方天謬。
方天謬為方十三娘之子，雖囂張跋扈且經常在外闖禍鬧事，但天生魯鈍，所以至今也沒闖過什麼大禍；但其實心地善良，對母親孝順，好人一個。

方十三娘以前是女山賊，嫁入方家後，其夫過世後，為方家銀行老闆。
一次在一村落方天謬和游小情初次相遇，並發生奇怪殺人案，正當眾人害怕的時候，方天謬感冒發燒了，變身為聰明的方天謬。

順利解決案件，並得到游小情的芳心。不過燒退了方天謬卻不記得發燒之後的事。
後方天謬入讀警察學校，這段時間聰明的方天謬屢破奇案，大家都喜歡聰明的不喜歡傻的。

後來也遇上了宿敵花非花，聰明的方天謬決定和他鬥法，傻的方天謬覺得大家都不喜歡自己，就把自己封印起來，以後只剩聰明的方天謬。
不過聰明的方天謬心狠手辣，大家漸漸開始害怕，並懷念起傻的方天謬，一次與花非花鬥法，聰明的方天謬敗光家產，傻的方天謬重出江湖。
方天謬開了一家偵探社，並靠自己破了一件案件(畫中人頭髮會變長)，聲名大噪。
最後花非花出現，聰明的方天謬和傻的方天謬一起合作對付花非花，終於大獲全勝。
最後到底方天謬是聰明的還是傻的還是兩者都在呢?

### 風格
- 辦案：就是辦案。
- 武俠：就是打鬥。
- 鬥智：與花非花鬥智鬥法。

## 演員

### 方家
| 演員   | 角色     | 關係 | 暱稱                      |
| 張衛健 | 方天謬   | 方十三娘之子 方天大的好兄弟 警察學校學員 在警察學校時被毛絕世針對 游小情之夫 有傻和聰明的雙重人格 聰明的敗光方家家產，殺死蒜頭 私家偵探探長 司徒多情之夫 | 方少爺 敗家仔 謬謬 傻子謬 |
| 潘 潔  | 方十三娘 | 方天謬之母 方家銀號老闆 以前是女山賊 | 老闆娘 十三娘             |
| 袁詠儀 | 游小情   | 方天謬之妻 游大勝之女 | 小情                      |
| 鄭瑞曉 | 方天大   | 方天謬的好兄弟 警察學校學員 司徒無情之情人，後成婚 | 天大                      |

### 警察學校
| 演員   | 角色   | 關係                                                               | 暱稱                 |
| 盧海潮 | 游大勝 | 游小情之父 暗戀方十三娘 殺死無量 為救游小情咬舌自盡                | 警察(總巡捕)         |
| 卓 凡  | 無量   | 警察學校教官 面惡心善 喜歡游小情 曾被誤會為花非花 被游大勝殺死     | 無量 教官 無量大隊長 |
| 宋光燕 | 笑佛   | 警察學校教官 在執行職務時被炸死                                    | 好人                 |
| 宋嘉其 | 蒜頭   | 警察學校學員 被聰明方天謬燒死                                      | 蒜頭                 |
| 羅志敏 | 圓圓   | 警察學校學員 被毛絕世殺死                                          | 圓圓                 |
| 鍾 亮  | 毛絕世 | 警察學校學員，後成廣州市警察局局長 在警察學校時針對方天謬 殺死圓圓 |                      |

### 花非花
| 演員  | 角色     | 關係                                               | 暱稱       |
| 楊 升 | 花非花   | 多情之情人 殺人無數 化身洪大龍警長                 | 大盜花非花 |
| 張 茜 | 司徒無情 | 多情之姐妹 花非花手下 方天大之情人，後成婚         | 無情       |
| 胡 靜 | 司徒多情 | 無情之姐妹 花非花之情人，後喜歡上方天謬 方天謬之妻 | 多情       |

### 其他
| 演員   | 角色   | 關係   | 暱稱   |
| 舒力申 | 馬老太 | 馬老太 | 馬老太 |
| 黃小燕 | 聶 倩  | 兇手   | 小倩   |
|        | 老闆娘 |        |        |